# Dysaphis crataegi
Dysaphis crataegi är en insektsart som först beskrevs av Johann Heinrich Kaltenbach 1843.  Dysaphis crataegi ingår i släktet Dysaphis och familjen långrörsbladlöss. Arten är reproducerande i Sverige.

## Underarter
Arten delas in i följande underarter:
- D. c. aethusae
- D. c. kunzei
- D. c. crataegi
- D. c. heraclei
- D. c. pallida
- D. c. siciliensis

## Bildgalleri

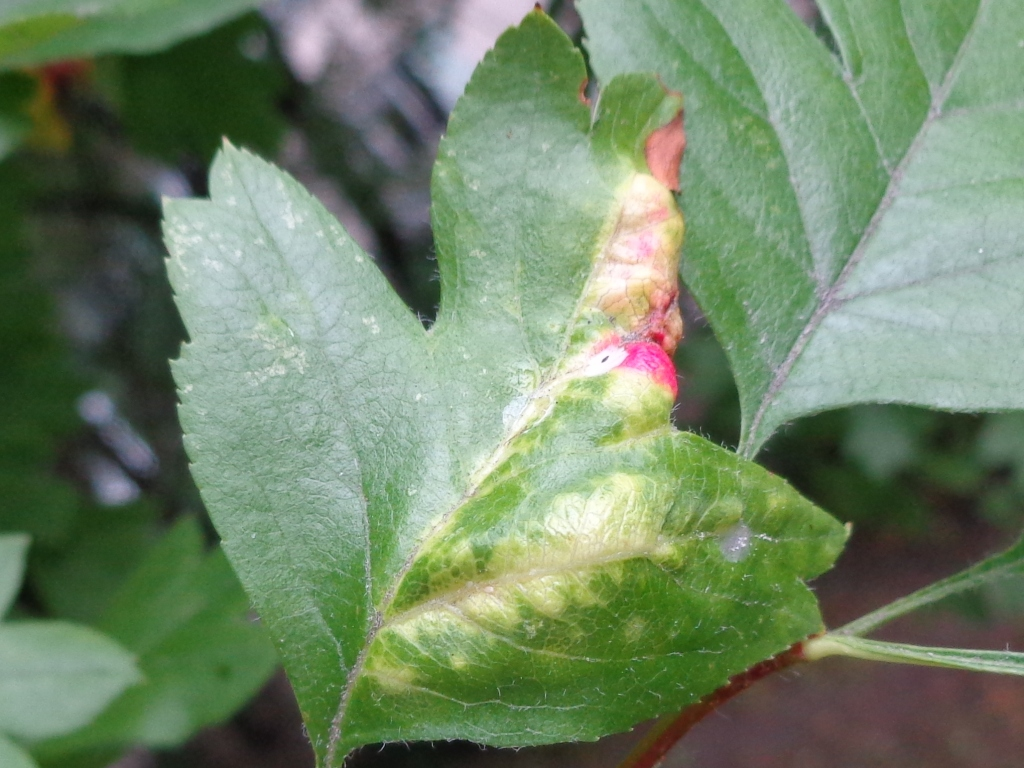